# Louis Breguet den yngre
Louis Charles Breguet, född 2 januari 1880 i Paris, död 4 maj 1955 i Saint-Germain-en-Laye, var en fransk flygpionjär och flygplanskonstruktör. Han var sonson till Louis Breguet den äldre.
Breguet var mycket aktiv som pilot och innehade internationellt flygcertifikat nummer 52. Han medverkade i de första försöken där flyg användes i militära sammanhang under armémanövern i Picardic 1910, där han flög sitt flygplan Breguet 1910. Efter manövern belönades han med Hederslegionen. Han innehade ett flertal flygrekord i hastighet och flygning med last. Redan 1908 tog han ut ett patent på den första helikoptern i modern mening, efter att under några år arbetat med luftfarkoster med roterande vingar.
Breguet grundade tillsammans med sin bror Jacques Breguet företaget Ateliers d'aviation Breguet. Efter att Breguet och broderns företag drabbades av ekonomiska problem lämnade Jacques Breguet flygningen och Louis Breguet grundade ensam företaget Société des Ateliers d'Aviation Louis Breguet 1911.